# Yves Durand (homme politique, 1910-2003)
Pour les articles homonymes, voir Yves Durand et Durand.
Yves Durand, né le 12 mars 1910 à Mortagne-sur-Sèvre (Vendée) et mort le 24 décembre 2003 à La Roche-sur-Yon, est un industriel minotier et homme politique français, sénateur de la Vendée de 1968 à 1986.

## Biographie
Yves Durand est le fils de Raphaël Durand, minotier, et de Thérèse Renou. Il épouse Lucienne Allereau.
Ingénieur des industries céréalières, il devient directeur et propriétaire de l'entreprise familiale de minoterie à La Roche-sur-Yon. Industriel minotier, il est président de la chambre de commerce et d'industrie de La Roche-sur-Yon en 1956. 
Il est élu sénateur en septembre 1968. Réélu en 1977, il ne se représente pas en 1986.
Au Sénat, il siège parmi les non inscrits.

## Mandats
- Président de la Chambre de commerce et d'industrie de la Vendée